# Margarethe Tiesel

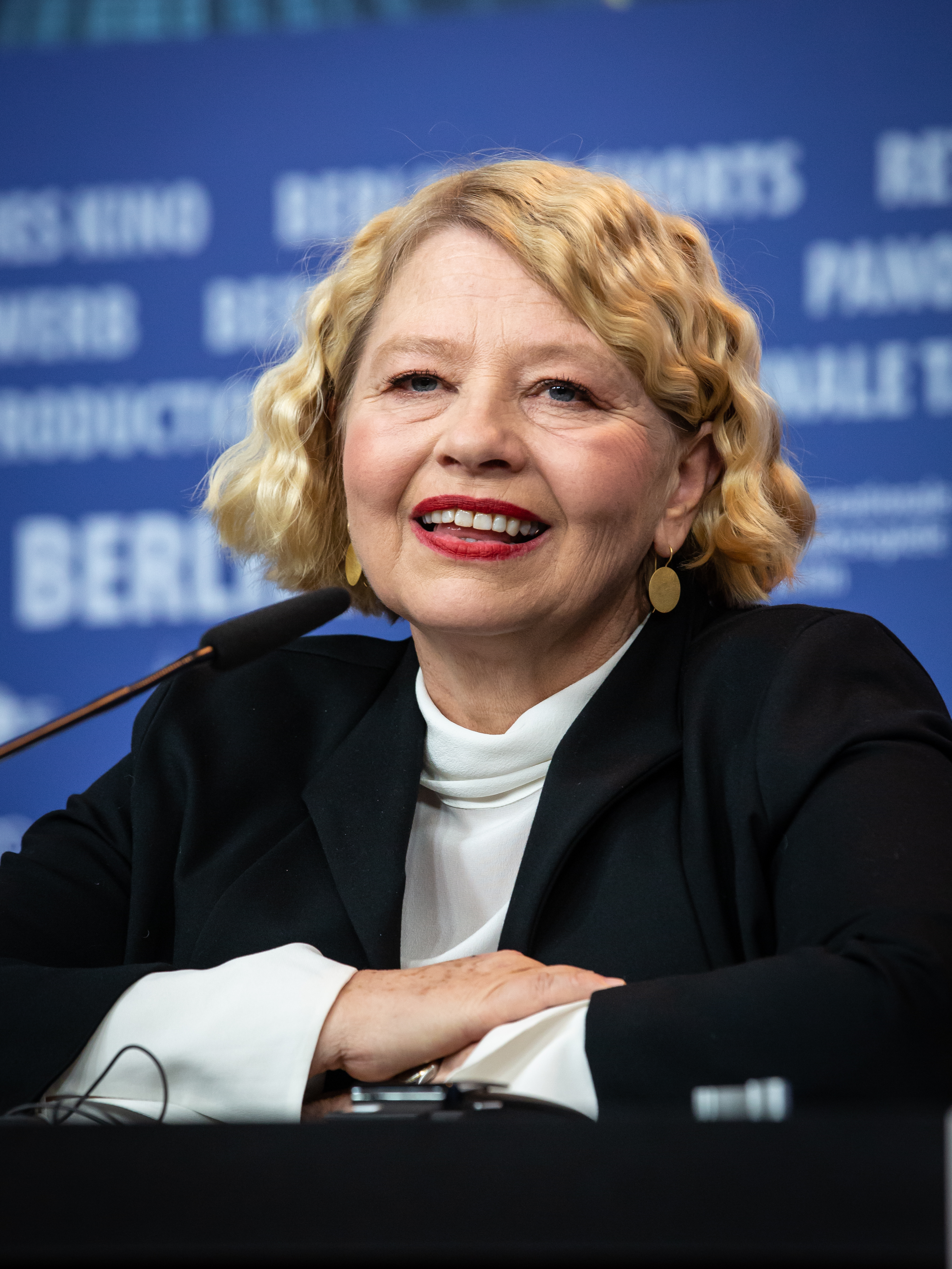
Margarethe Tiesel (2019)

Margarethe Tiesel, auch Margarethe Solar-Tiesel, (* 22. Februar 1959 in Wien) ist eine österreichische Schauspielerin.

## Leben
Margarethe Tiesel absolvierte von 1981 bis 1983 ein Schauspielstudium an der Hochschule für Musik und darstellende Kunst „Mozarteum“ in Salzburg. Nach Ende ihrer Ausbildung ging sie als Theaterschauspielerin nach Deutschland. Dort war Tiesel von 1983 bis 1985 Ensemblemitglied am Stadttheater Dortmund. Es folgten Engagements an der Württembergischen Landesbühne Esslingen (1985–1989) und an den Städtischen Bühnen Freiburg (1989–1993). Ebenfalls wirkte sie u. a. in Theaterinszenierungen am Düsseldorfer Schauspielhaus, Staatstheater Stuttgart, Schauspiel Frankfurt, Ernst Deutsch Theater sowie Kampnagel in Hamburg mit. In Österreich spielte Tiesel u. a. bei den Salzburger Festspielen, in Wien an der Remise, am Schauspielhaus, Theater Drachengasse und Theater in der Josefstadt.
Seit 1994 tritt Tiesel wiederholt als Gast am Schauspielhaus Graz auf. Seit 4. Februar 2017 ist sie dort im Stück Die Wunderübung von Daniel Glattauer an der Seite von Johannes Silberschneider und Franz Solar zu sehen.
Parallel zu ihrer Arbeit im Theater wurde Tiesel 1983/84 für einen ersten Kinofilm verpflichtet, Cornelia Schlingmanns Experimentalfilm Hur und Heilig. Zur selben Zeit gab sie ihr Fernsehdebüt in Dietrich Haugks BR-Produktion Die goldenen Schuhe (1984). Seit Anfang der 1990er-Jahre bekleidete Tiesel Kleinst- und Nebenrollen in über 30 Film- und Fernsehproduktionen, darunter Barbara Alberts Spielfilm Nordrand (1999) sowie die wiederkehrende Rolle der Frau Blauensteiner in der Serie Trautmann (2000–2008).

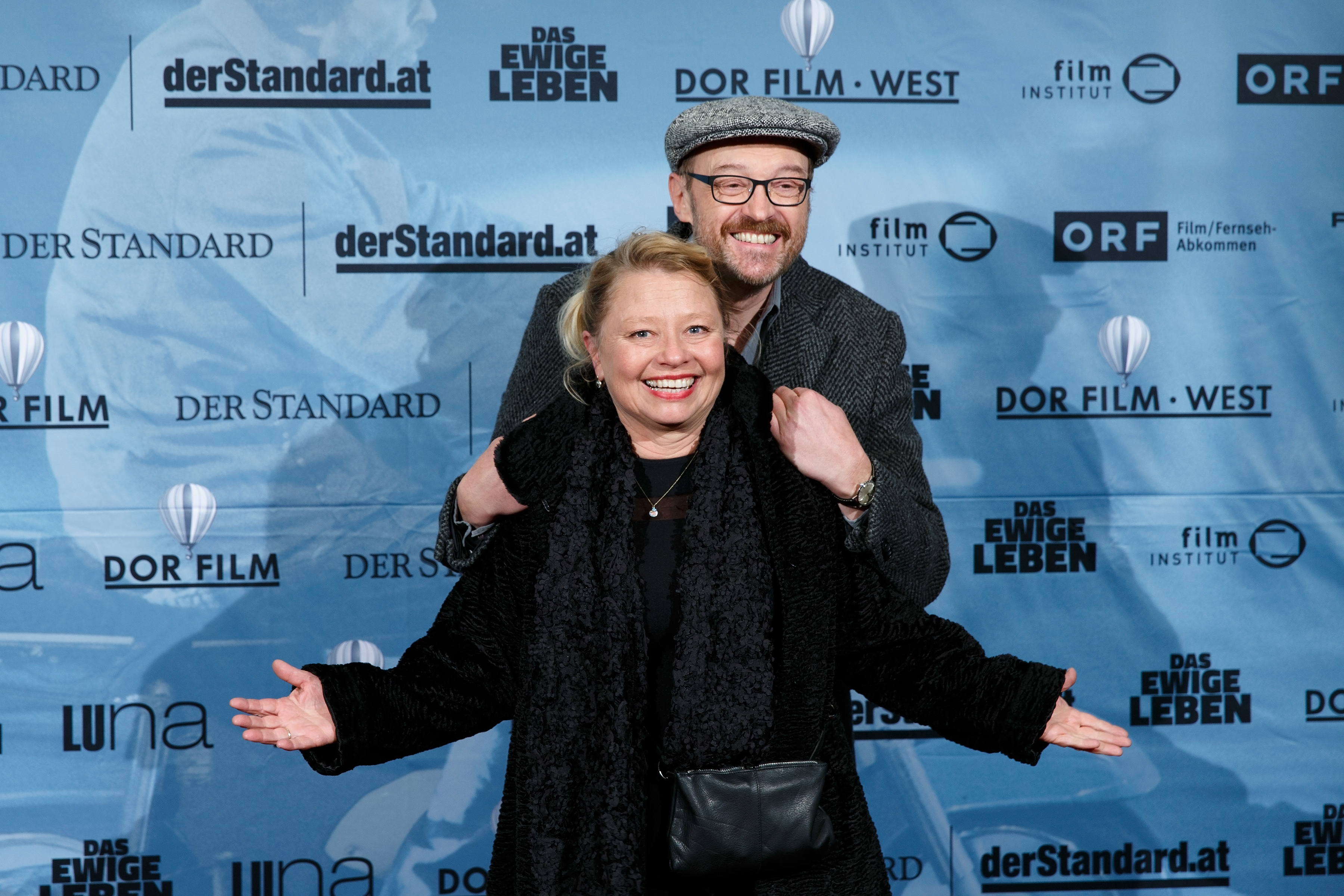
Margarethe Tiesel mit Josef Hader bei der Premiere von Das ewige Leben (2015)

Einem internationalen Publikum wurde Tiesel durch ihre erste Kinohauptrolle in Ulrich Seidls Paradies: Liebe (2012) bekannt. In dem Film, der im Wettbewerb der 65. Internationalen Filmfestspiele von Cannes uraufgeführt wurde, ist sie als einsame 50-jährige Wiener Sextouristin zu sehen, die bei wesentlich jüngeren schwarzen Männern in Kenia nach Liebe sucht. Die Schauspielerin, die bei den Dreharbeiten mit afrikanischen Laiendarstellern improvisierte, erhielt großes Lob seitens der Fachkritik und wurde als Mitfavoritin auf den Darstellerpreis gehandelt, der aber an die beiden Rumäninnen Cristina Flutur und Cosmina Stratan (Jenseits der Hügel) verliehen wurde. Im selben Jahr wurde Tiesel als erste österreichische Schauspielerin für den Europäischen Filmpreis nominiert. Bei der Vergabe des Österreichischen Filmpreises 2013 wurde sie als Beste Darstellerin ausgezeichnet.
2019 war Tiesel an der Seite von Jonas Dassler in Fatih Akins Literaturverfilmung Der Goldene Handschuh zu sehen. Die Nebenrolle der obdachlosen Alkoholikerin Gerda brachte ihr eine Nominierung für den Deutschen Filmpreis ein.
Über ihre Leistung in der österreichischen Komödie "80 Plus" schreibt Filmjournalist Dieter Oßwald in Programmkino.de: "Dem vielfach preisgekrönten Schauspiel-Duo Christine Ostermayer (87) und Margarethe Tiesel (65) ist der Spaß an diesem Stoff und ihren Figuren sichtlich anzumerken. Mit souveräner Gelassenheit spielt man sich die Pointen-Bälle zu. Auch wenn es melodramatisch wird, stimmt jede Tonalität bei diesen großartigen Actricen."
Margarethe Tiesel ist mit dem Schauspieler Franz Solar verheiratet und lebt in Graz.

## Theater (Auswahl)
- 1996: Die Schwärmer – Regie: Stephan Kimmig (Stadttheater Heidelberg)
- 2003: Extasy Rave – Regie: Deborah Eppstein (Theater am Ortweinplatz, Graz)
- 2003: Der böse Geist Lumpazivagabundus – Regie: Thomas Reichert (Schauspielhaus Graz; Rolle: Wirtin)
- 2004: Insomnia – Regie: Hagnot Elischka (Rolle: Zimmerwirtin; Theater Drachengasse, Wien)
- 2005: Der Ignorant und der Wahnsinnige – Regie: Wolf-Dietrich Sprenger (Theater in der Josefstadt, Wien)
- 2006: Ostmark – Regie: Christina Rast (Schauspielhaus Graz; Rolle: Mutter)
- 2007: Die Todesangst der Zwiebeln – Regie: Günther Treptow (Theater in der Drachengasse, Wien)
- 2007: Homo touristicus – Regie: Marc von Henning (Schauspielhaus Graz; Rolle: Dr. Cymbalta)
- 2008: Bauch zur Miete – Regie: Tobias Lenel (Theater am Lend, Graz; Rolle: Barbara)
- 2008: Geliebtes Eierschalenkind – Regie: Marc von Henning (Theater am Lend, Graz; Rolle: Mutter)
- 2009: Geriatrischer Cocktail (Theater am Lend, Graz; Rolle: Charlotte)
- 2010: Schlussapplaus für Oskar W.  (Theater am Lend, Graz; Rolle: Jeanne Moreau)
- 2011: Klassisches Liebesgeschnipsel (Theater am Lend, Graz; Rolle: Assistentin Elvira)
- 2011: Enron – Regie: Cornelia Crombholz (Schauspielhaus Graz)
- 2016: Trümmerfrauen, Bombenstimmung – Regie: Sandy Lopicic (Schauspielhaus Graz)
- 2017: Die Wunderübung – Regie: Mario Matthias (Schauspielhaus Graz)
- 2018: Jedem das Seine – Regie: Sandy Lopicic (Schauspielhaus Graz)
- 2019: Josef und Maria – Regie: Michael Schilhan (Schauspielhaus Graz)

## Filmografie (Auswahl)
- 1984: Hur und Heilig
- 1984: Die goldenen Schuhe (Fernseh-Fünfteiler)
- 1994: Tief oben
- 1995: Freispiel
- 1999: Nordrand
- 1999: Wanted
- 2000: Der Überfall
- 2000–2008: Trautmann (Fernsehserie)
- 2001: Die Gottesanbeterin
- 2002: Richtung Zukunft durch die Nacht
- 2003: MA 2412 – Die Staatsdiener
- 2007: Molly & Mops (Fernsehfilm)
- 2009: Blutsfreundschaft
- 2011: Der Winzerkrieg (Fernsehfilm)
- 2012: Paradies: Liebe
- 2014: Tatort – Abgründe
- 2014: Die Fremde und das Dorf
- 2015: Der letzte Sommer der Reichen
- 2015: Das ewige Leben
- 2015: Kleine große Stimme
- 2016: Polizeiruf 110 – Und vergib uns unsere Schuld
- 2016: Schweinskopf al dente
- 2016: Angriff der Lederhosenzombies
- 2017: Die Migrantigen
- 2017: Grießnockerlaffäre
- 2018: Die Toten vom Bodensee – Die vierte Frau
- 2018: Die Toten von Salzburg – Königsmord
- 2018: The Dark
- 2019: Der Fall Collini
- 2019: Der Goldene Handschuh
- 2019: Walking on Sunshine
- 2019: Vienna Blood – Königin der Nacht
- 2020: Wien wählt: Die Hauptstadt-Saga
- 2020: SOKO Kitzbühel – Worst Case Scenario
- 2021: Sargnagel – Der Film
- 2021: Hinterland
- 2022: Landkrimi – Der Schutzengel (Fernsehreihe)
- 2022: Serviam – Ich will dienen
- 2022: Schrille Nacht (Fernsehfilm)
- 2022: Sonne
- 2023: Schnell ermittelt – Niklas Neumann (Fernsehserie)
- 2023: Griechenland
- 2023: Sterne unter der Stadt
- 2023: Am Ende – Die Macht der Kränkung (Fernsehserie)
- 2023: Schlamassel
- 2024: SOKO Donau/SOKO Wien – Eine Chimäre (Fernsehserie)
- 2024: Die Liebeskümmerer
- 2024: Andrea lässt sich scheiden
- 2024: 80 Plus (Alternativtitel Toni und Helene)
- 2024: Zwei gegen die Bank (Fernsehfilm)
- 2024: Der Altaussee-Krimi: Letzter Jodler (Fernsehreihe)

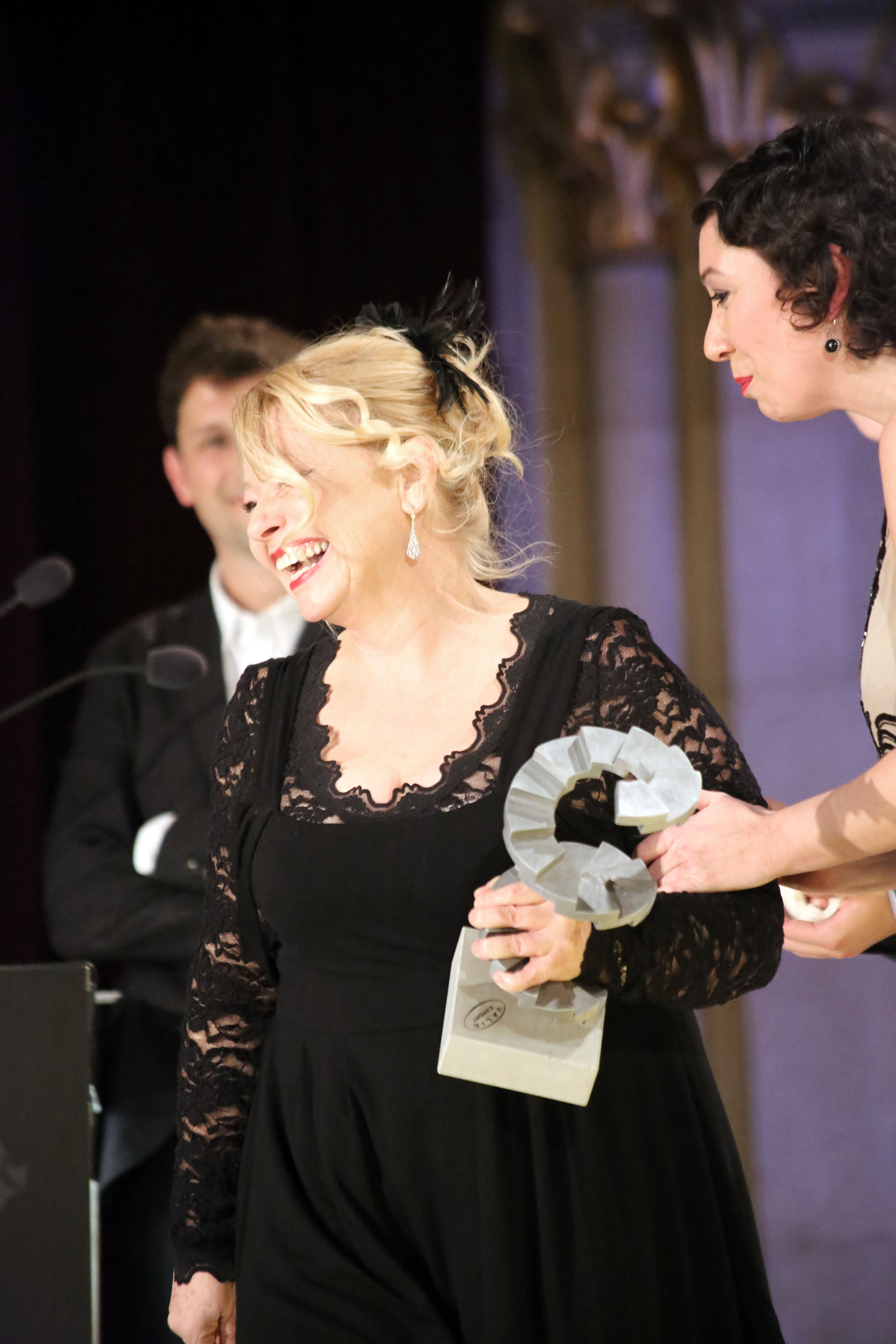
Margarethe Tiesel (Österreichischer Filmpreis 2013)

## Auszeichnungen
- 2012: Nominierung für den Europäischen Filmpreis für Paradies: Liebe (Beste Darstellerin)
- 2013: Österreichischer Filmpreis für Paradies: Liebe (Beste weibliche Darstellerin)
- 2019: Nominierung für den Deutschen Filmpreis für Der Goldene Handschuh (Beste weibliche Nebenrolle)
- 2023: Großer Diagonale-Schauspielpreis[12]
- 2024: Ehrenzeichen des Landes Steiermark für Wissenschaft, Forschung und Kunst[1]